# 一寸山河一寸血，十萬青年十萬軍
「一寸山河一寸血，十万青年十萬軍」，背景為1944年（民國33年）日軍不斷進逼英屬緬甸，中國戰區總司令蒋中正根據1941年（民國30年）同英國簽署之《中英共同防禦滇緬路協定》，下令派兵協助東南亞戰區副司令史迪威與保護滇緬公路，而於大後方進行召兵，因軍隊須受美軍教官訓練與操作美式裝備，故號召知识青年踴躍从军，借以發揮訓練成果、提高軍隊整體戰力。

## 口號背景
1944年，由於湘桂战事危急，中華民國國民政府采行美国顾问魏德迈的整军计划，由蔣中正提出此一口號，由國民政府組織中国青年军。為此，國民政府成立“青年训练总监部”，當時的远征军总司令罗卓英担任总监，黄维担任副总监，王逸曙（本名金弘壹）任參謀處長，蒋经国任政治部主任。
一說此口號為公職人員周棄子想出。
1944年10月，國民政府主席蒋中正发表《告知识青年书》，国民政府军事委员会颁布《知识青年从军征集办法》，國民政府教育部颁布《志愿从军学生学业优待办法》。
1944年12月，總共有十二萬五千五百名知識青年經甄選合格後陸續入營，共整编成3个军9个师。由美国政府供應全新的美式装备，由國民政府軍事委員會分別在云南、贵州、广西、湘西训练，由美軍军官担任教练，命名为青年远征军（简称青年军）。有一部分兵员补充给中国远征军。